# Murray Rosenblatt
Murray Rosenblatt (* 7. September 1926 in New York City; † 9. Oktober 2019) war ein US-amerikanischer Mathematischer Statistiker, Professor an der University of California, San Diego.
Rosenblatt studierte am City College of New York mit dem Bachelor-Abschluss 1946 und an der Cornell University mit dem Master-Abschluss 1946 und der Promotion bei Mark Kac 1949 (On distributions of certain Wiener functionals). Ab 1950 war er Instructor und dann Assistant Professor für Statistik an der University of Chicago, 1956 Associate Professor an der Indiana University und ab 1959 Professor für Angewandte Mathematik an der Brown University. Ab 1964 war er an der University of California, San Diego.
Er war 1966 Gastprofessor am University College London und 1976 an der Australian National University und 1979 Fellow am Churchill College der Universität Cambridge.
Rosenblatt befasste sich mit stochastischen Prozessen, Zeitreihenanalyse und Mathematischer Statistik (nicht-parametrische Methoden). Von ihm stammen wichtige Beiträge zu Abschätzung von Dichtefunktionen, Zentralen Grenzwertsätzen unter Bedingungen starker Mischung, Markow-Prozessen und Prozessen mit Langzeitgedächtnis, Zeitreihenanalyse.
Die Rosenblatt-Transformation ist nach ihm benannt und der Rosenblatt-Prozess.
Er war Mitglied der National Academy of Sciences (1984), Fellow der American Association for the Advancement of Science und des Institute of Mathematical Statistics. 1965/66 und 1971/72 war er Guggenheim Fellow. 2013 wurde er Fellow der American Mathematical Society und er war Fellow der Society for Industrial and Applied Mathematics (SIAM).
Er war seit 1949 verheiratet und hat einen Sohn und eine Tochter.

## Veröffentlichungen
- Richard A. Davis, Keh-Shin Lii, Dimitris N. Politis (Herausgeber) Selected Works of Murray Rosenblatt, Springer Verlag 2011
- mit Ulf Grenander Statistical Analysis of Stationary Time Series, American Mathematical Society, 1984 (zuerst Stockholm 1956)
- Markov processes; structure and asymptotic behavior, Springer Verlag 1971
- Stationary sequences and random fields, Birkhäuser 1985
- Random Processes, Oxford University Press 1962, 2. Auflage Springer Verlag 1974
- Gaussian and non-Gaussian linear time series and random fields, Springer Verlag 2000
- Independence and dependence, Proc. 4th Berkeley Symposium Math. Statistics Prob., II, University of California Press 1961, S. 431–443
- A central limit theorem and a strong mixing condition, Proc. Nat. Acad. Sci. USA, 42, 1956, 43–47